# Chiesa di San Martino Vescovo (Canossa)
La chiesa di San Martino Vescovo, o anche più semplicemente solo chiesa di San Martino, è la parrocchiale di Ciano d'Enza, frazione-capoluogo del comune sparso di Canossa, in provincia di Reggio Emilia e diocesi di Reggio Emilia-Guastalla; fa parte del vicariato della Val d'Enza.

## Storia
La prima citazione di una cappella a Ciano, già esistente in epoca matildica, risale al 1116; da alcuni documenti risalenti ai primi anni del Trecento si apprende che questo luogo di culto era dedicato a santa Lucia, mentre nel XVI secolo risultava avere il doppio titolo di Santa Lucia e San Martino.
Nel 1677 il vescovo di Reggio Emilia Augusto Bellincini ordinò di riedificare la chiesa; nel 1689 iniziarono i lavori di costruzione della nuova parrocchiale, la quale venne poi consacrata nel 1714 dal vescovo Ottavio Picenardi.
Tra il 1930 e il 1935 si provvide ad eseguire le decorazioni dell'interno e in epoca postconciliare la chiesa fu adeguata alle nuove norme.

## Descrizione

### Esterno
La simmetrica facciata della chiesa, che volge a occidente, è suddivisa da una cornice marcapiano aggettante in due registri, entrambi tripartiti da quattro lesene d'ordine tuscanico; quello inferiore presenta centralmente il portale d'ingresso, sormontato da un timpano triangolare, e ai lati due nicchie, mentre quello superiore è caratterizzato da una finestra e coronato dal frontone, nel quale vi è una finestrella quadrilobata murata.
Annesso alla parrocchiale è il campanile a pianta quadrata, costruito nel 1870; la cella presenta su ogni lato una monofora ed è coronata dal tamburo.

### Interno
L'interno dell'edificio si compone di un'unica navata, sulla quale si affacciano le cappelle laterali introdotte da archi a tutto sesto e le cui pareti sono scandite da lesene sorreggenti la trabeazione aggettante e modanata sopra la quale si imposta la volta a botte caratterizzata da costoloni; al termine dell'aula si sviluppa il presbiterio, rialzato di alcuni gradini, ospitante l'altare maggiore e chiuso dall'abside semicircolare.